# Elmhurst (Illinois)
Elmhurst è un comune degli Stati Uniti d'America, situato in Illinois, nella contea di DuPage.